# OR52E6
OR52E6 (англ. Olfactory receptor family 52 subfamily E member 6) – білок, який кодується однойменним геном, розташованим у людей на короткому плечі 11-ї хромосоми. Довжина поліпептидного ланцюга білка становить 313 амінокислот, а молекулярна маса — 35 524.
| 10         |  | 20         |  | 30         |  | 40         |  | 50         |
| ---------- |  | ---------- |  | ---------- |  | ---------- |  | ---------- |
| MPIANDTQFH |  | TSSFLLLGIP |  | GLEDVHIWIG |  | FPFFSVYLIA |  | LLGNAAIFFV |
| IQTEQSLHEP |  | MYYCLAMLDS |  | IDLSLSTATI |  | PKMLGIFWFN |  | IKEISFGGYL |
| SQMFFIHFFT |  | VMESIVLVAM |  | AFDRYIAICK |  | PLWYTMILTS |  | KIISLIAGIA |
| VLRSLYMVIP |  | LVFLLLRLPF |  | CGHRIIPHTY |  | CEHMGIARLA |  | CASIKVNIMF |
| GLGSISLLLL |  | DVLLIILSHI |  | RILYAVFCLP |  | SWEARLKALN |  | TCGSHIGVIL |
| AFSTPAFFSF |  | FTHCFGHDIP |  | QYIHIFLANL |  | YVVVPPTLNP |  | VIYGVRTKHI |
| RETVLRIFFK |  | TDH        |  |            |  |            |  |            |

A: Аланін

C: Цистеїн

D: Аспарагінова кислота

E: Глутамінова кислота

F: Фенілаланін

G: Гліцин

H: Гістидин

I: Ізолейцин

K: Лізин

L: Лейцин

M: Метіонін

N: Аспарагін

P: Пролін

Q: Глутамін

R: Аргінін

S: Серин

T: Треонін

V: Валін

W: Триптофан

Кодований геном білок за функціями належить до рецепторів, g-білокспряжених рецепторів, білків внутрішньоклітинного сигналінгу. 
Локалізований у клітинній мембрані.